# 德·布鲁凯尔站
德·布鲁凯尔站（De Brouckère）是布鲁塞尔地铁1、5号线与布鲁塞尔有轨电车3、4号线（准地铁）的车站，位于比利时布鲁塞尔首都大区布鲁塞尔。

## 名称
该站位于以布鲁塞尔市长夏尔·德·布鲁凯尔命名的德·布鲁凯尔广场下方，因而得名。